# Прохоровка (Хмельницкая область)
Прохоровка (укр. Прохорівка) — село в Хмельницком районе Хмельницкой области Украины. До 19 июля 2020 года входило в состав Староконстантиновского района .
Население по переписи 2001 года составляло 121 человек. Почтовый индекс — 31115. Телефонный код — 3854. Занимает площадь 0,499 км². Код КОАТУУ — 6824288906.